# La Celette
La Celette är en kommun i departementet Cher i regionen Centre-Val de Loire i de centrala delarna av Frankrike. Kommunen ligger  i kantonen Saulzais-le-Potier som tillhör arrondissementet Saint-Amand-Montrond. År 2022 hade La Celette 204 invånare.

## Befolkningsutveckling
Antalet invånare i kommunen La Celette
Referens:INSEE